# مجزرة الزارة
في 12 مايو 2016، هاجم مسلحين من جبهة النصرة المرتبطة بالقاعدة وأحرار الشام واستولوا على قرية الزارة العلوية جنوب محافظة حماة.

## الهجوم
هجوم مفاجئ في الصباح الباكر على الزارة هزم وحدة قوات الدفاع الوطني المتمركزة هناك، وسمح للمعارضة بالدخول في القرية ذات الغالبية العلوية. أكد المرصد السوري لحقوق الإنسان اختطاف المدنيين وأكد الهلال الأحمر مقتل 42 طفلا وسبعة من عناصر ميليشيا قوات الدفاع الوطني خلال الهجوم المسلح. وفقا للجان التنسيق المحلية في سوريا، قتلت المعارضة أكثر من 30 من المقاتلين الموالين للحكومة، في حين قال المرصد السوري لحقوق الإنسان إن سبعة من المسلحين قتلوا. استمرت الاشتباكات حتى ظهر اليوم مع شن القوات الجوية السورية والروسية ضربات جوية على مواقع المعارضة. كان هذا الهجوم الذي شنته المعارضة جزءا من اعتداء «انتقاما لحلب».

## التبعات
اختطف المدنيين، بمن فيهم النساء والأطفال، ونقلوا إلى سهول الرستن مع وضع بعض مصادر الأخبار عدد المختطفين عند 70. كان بعض الأسرى من القوات الموالية للحكومة. تم تدمير عدد من المنازل ونهب الممتلكات المحلية في أعقاب الاستيلاء على القرية. في 24 مايو 2016، أقنع الهلال الأحمر السوري المسلحين بتسليم جثث المدنيين وقوات الدفاع الوطني. نقلهم الجيش السوري إلى مستشفى حمص العسكري للتعرف عليهم في اليوم التالي.

## ردود الفعل
سوريا: قال رئيس الوزراء وائل نادر الحلقي إن المجزرة كانت «جريمة بشعة ضد العالم أجمع». وذكر أيضا أنه «يجب على المجتمع الدولي أن يقف إلى جانب سوريا في مكافحة الإرهاب، وأن يتخذ خطوات فورية لمنع البلدان التي تدعم الإرهاب من تزويد الإرهابيين بالأسلحة والأموال، على رأسها قطر والسعودية وتركيا». وقامت وزارة الخارجية السورية بتوجيه رسالتين إلى الأمين العام للأمم المتحدة ومجلس الأمن التابع للأمم المتحدة لإدانة هذه المجزرة.
 فرنسا: أدان النائب في البرلمان الفرنسي ورئيس مجموعة الصداقة الفرنسية السورية في الجمعية الوطنية، جيرار بابت قتل الأسر العلوية في الزارة. وأضاف قائلا "إن المبادرة التي اتخذت مؤخرا لإضافة أحرار الشام وجيش الإسلام إلى قائمة المنظمات الإرهابية لا تحظى بدعم مجلس الأمن التابع للأمم المتحدة بسبب عدم موافقة خمسة من البلدان الغربية على ذلك. كما قال: "يجب أن نتخذ التدابير المناسبة في الرياض وفي إطار الهيئة العليا للمفاوضات في فيينا لضمان التحرير الفوري للمدنيين الذين أخذوا رهائن".